# Саад ибн Абдул-Азиз Аль Сауд
Саад ибн Абдул-Азиз ибн Абдуррахман Аль Сауд (араб. سعد بن عبد العزيز بن عبد الرحمن آل سعود‎; 15 декабря 1915, Эр-Рияд, Эмират Асир — 23 июля 1993, Джидда, Саудовская Аравия) — губернатор провинции Асир в 1941—1960 годах. Седьмой сын первого короля Саудовской Аравии — Абдул-Азиза Аль Сауда.

## Биография

### Молодость
Родился 1915 году в Эр-Рияде, в семье будущего первого короля — Абдул-Азиза Аль Сауда от своей жены Аль-Джаухары бинт Саад ас-Судайри. Она была сестрой Хайи бинт Саад, которая была также супругой короля Абдул-Азиза и матерью принцев Бадра, Абдул-Маджида и Абдул-Илаха. Он имел двух младших родных братьев — Мусаида (1923—2013)  и Абдул-Мухсина (1925—1985) и сестру — Аль-Бандари (ум. 2008).

### Военная карьера
Участвовал впервые в войне в битве при Сабилле против Ихван, которая произошла в 1929 году, когда принцу было всего 14 лет. Во время битвы он был ранен, и его спас его дядя Мухаммад. В 1931 был заместителем главнокомандующего войск Саудитов во время битвы при Джизане, которая закончилась победой.

### Эмират и провинция Хамис-Мушаит
После битвы при Джизане и объединения Королевства, он был назначен губернатором провинции Хамис-Мушайт, на тот момент ему было 18 лет. В 1935 году защищал Хамис-Мушайт от нападений Йеменского Мутаваккилийского королевства, с которым на тот момент продолжалась война. Направил 400 человек к юго-западу от Хамис-Mушайт, и из-за продолжающихся нападений со стороны Йемена, король Абдул Азиз поставлял больше количество оружия и боеприпасов, а когда понял, что бой приведет к большей гибели людей, решил сдаться.

### Эмират Асир
В 1941 году был назначен губернатором провинции Асир. Развил нефтедобычу и торговлю в регионе. Во время его правления в регионе также наблюдается строительство многих дамб, чтобы сохранить воду дождей. В качестве правителя Асира, он разработал ПВО с помощью тогдашнего министра обороны — Мансура ибн Абдул-Азиза, который посылал гражданские и военные самолеты в 1940—1950-х годах. Он оставался в этой должности до 1960 года, после чего был назначен заместителем министра внутренних дел по вопросам безопасности и находился в этой должности до 1987 года.

## Личная жизнь
Его сын, Мухаммед (род. 1944) был советником принца Наифа и заместителем губернаторов  провинций Эль-Касима (1984—1992) и Эр-Рияда (2011—2013). 
Его другой сын, Абдул-Азиз (род. 1968) был заместителем губернатора Хаиля, является губернатором провинции с 2017 года.
Младший сын, принц Абдаллах (род. 1987) — поэт.

## Смерть
Умер в Джидде 23 июля 1993 года и был похоронен в Мекке.